# Matsqui (circonscription britanno-colombienne)
Pour les articles homonymes, voir Matsqui.
Circonscription électorale provinciale du Canada
Matsqui est une ancienne circonscription provinciale de la Colombie-Britannique représentée à l'Assemblée législative de la Colombie-Britannique de 1991 à 2001.

## Géographie
La circonscription représentait une partie de le district de Matsqui, aujourd'hui fusionné à la ville d'Abbotsford.

## Liste des députés
| Législature                                            | Années                                                 | Député                                                 | Député                                                 | Parti                                                  |
| Matsqui Circonscription issue de Central Fraser Valley | Matsqui Circonscription issue de Central Fraser Valley | Matsqui Circonscription issue de Central Fraser Valley | Matsqui Circonscription issue de Central Fraser Valley | Matsqui Circonscription issue de Central Fraser Valley |
| ------------------------------------------------------ | ------------------------------------------------------ | ------------------------------------------------------ | ------------------------------------------------------ | ------------------------------------------------------ |
| 35e                                                    | 1991–1994                                              |                                                        | Peter Albert Dueck                                     | Libéral                                                |
| 35e                                                    | 1993-1994                                              |                                                        | Vacant                                                 | Vacant                                                 |
| 35e                                                    | 1994-1996                                              |                                                        | Michael G. De Jong                                     | Néo-démocratique                                       |
| 36e                                                    | 1996–2001                                              |                                                        | Michael G. De Jong                                     | Néo-démocratique                                       |
| Circonscription abolie, voir Abbotsford-Mount Lehman   |                                                        |                                                        |                                                        |                                                        |